# Metrioidea blakeae
Metrioidea blakeae är en skalbaggsart som först beskrevs av Wilcox 1965.  Metrioidea blakeae ingår i släktet Metrioidea och familjen bladbaggar. Inga underarter finns listade i Catalogue of Life.